# NGC 1680
NGC 1680 este o galaxie spirală situată în constelația Pictorul. A fost descoperită în 28 decembrie 1834 de către John Herschel.